# Dinkelscherben
Dinkelscherben település Németországban, azon belül Bajorországban. Lakosainak száma 6819 fő (2023. december 31.).

## Népesség
A település népessége az elmúlt években az alábbi módon változott:
| Lakosok száma | 959  | 2019 | 3033 | 6445 | 6426 | 6560 | 6396 | 6425 | 6557 | 6819 |
|               | 1875 | 1950 | 1975 | 2011 | 2013 | 2014 | 2016 | 2018 | 2021 | 2023 |